# O Leste é Vermelho (filme)
Dong Fang Hong (chinês tradicional: 東方紅, chinês simplificado: 东方红, pinyin: Dōngfāng Hóng) é um filme chinês de 1965 produzido e dirigido por Wang Ping. Trata-se de um "épico de música e dança" dramatizando a história da revolução chinesa e do Partido Comunista sob a chefatura de Mao Zedong, desde a Rebelião dos Boxers, passando pela Guerra Civil Chinesa contra os Nacionalistas, encerrando com a vitória dos comunistas em 1949, a "Libertação do Tibete" e a fundação da República Popular com músicas e danças que retratam e exaltam não só os ideais socialistas (como por exemplo a Internacional e o Hino da República Popular da China) como também as características culturais de cada principal etnia chinesa (como os Hans, Mongóis, Hui, Tibetanos, Manchus, etc.) , já que na época o Partido buscava criar uma identidade multiétnica para a recém-fundada República, ideal que seria destruído na Revolução Cultural e restabelecido recentemente.
Hoje em dia, pode-se adquirir comercialmente cópias do musical em CDs e DVDs e também pode-se encontrar online com legendas em inglês.
O filme também é conhecido pelo título em inglês The East Is Red: A Song and Dance Epic.

## Enredo
O musical mostra a história do Partido Comunista Chinês sobre a liderança de Mao Zedong da sua fundação em julho de 1921 até o estabelecimento da República Popular da China em 1949, após a vitória sobre os nacionalistas. No música são detalhados importantes momentos históricos do Partido Comunista como a Expedição do Norte (liderada pelo  Exército Nacional Revolucionário Chinês do Kuomintang em aliança aos comunistas chineses e apoio dos Soviéticos), o Massacre de Xangai de 1927 liderado pelos nacionalistas do Kuomingtang, a Revolta de Nanchang e a formação do Exército de Libertação Popular, a Longa Marcha, a guerrilha do ELP na Segunda Frente Unida (durante aGuerra de Resistência à Agressão japonesa), o subsequente golpe de misericórdia dado contra o controle nacionalista da República da China sobre a China Continental pelos comunistas na fase mais decisiva da Guerra Civil Chinesa, e a fundação da República Popular da China em 1 de outubro de 1949.
Cantores no filme incluem Wang Kun, Tseten Dolma, Hu Song Hua and Guo Lanying.

## Trilha sonora
- Abertura: "O Leste é Vermelho" (com dança)
- "Ventos Outonais do Norte"
- "Trabalhadores, Camponeses E Soldados, Uni-vos!"
- "(Para o Exército Vermelho) sandálias de madeira de Hunan"
- "Três Princípios e Oito Avisos" (Adaptação do Hino Nacional de Taiwan)
- "Olhando para a Estrela do Norte"
- "Cruzando o Rio Dadu" (com dança)
- "Canção do do Povo Yi"
- "Os Exércitos Reuniram-se (Vida Longa ao Exército Vermelho)"
- "A Longa Marcha"
- "Através do Rio Sungari (ou Rio Songhua)"
- Orquestra e conjunto - "Marcha dos Voluntários" (1ª Performance)
- "Canção Militar Acadêmica da Resistência Contra o Japão"
- "Canção dos Guerrilheiros"
- "Nanniwan"
- "Defender o Rio Amarelo" retirado da en:Yellow River Cantata
- "União é Força"
- Hino do Exército de Libertação Popular
- "O Exército de Libertação Popular capturou Nanjing"  (um dos poemas de Mao)
- Orquestra, conjunto - "Marcha dos Voluntários" (2ª performance) (Hino nacional da República Popular da China, tocado ao início do ato 6, na cena na Praça Tiananmen)
- "Sem o Partido Comunista, Não Haveria uma Nova China"
- Peã
- "Música dos Servos Libertados do Tibete"
- Final: "Ode to the Motherland"
- "A Internacional" (letra por Eugène Pottier, música por Pierre Degeyter, tradução chinesa por Qu Qiubai)